# Pasquale Poccianti

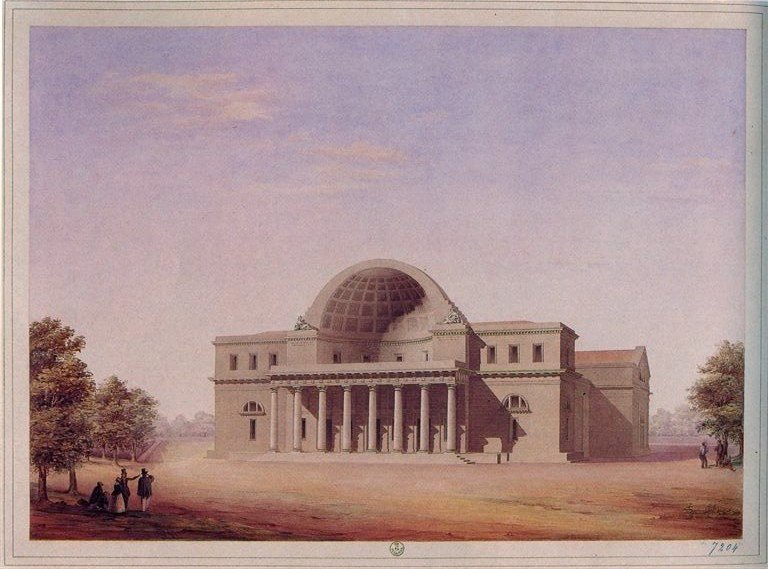
Il Cisternone di Livorno

Pasquale Poccianti (Bibbiena, 16 maggio 1774 – Firenze, 19 ottobre 1858) è stato un architetto italiano, il principale esponente dello stile neoclassico in Toscana.

## Formazione

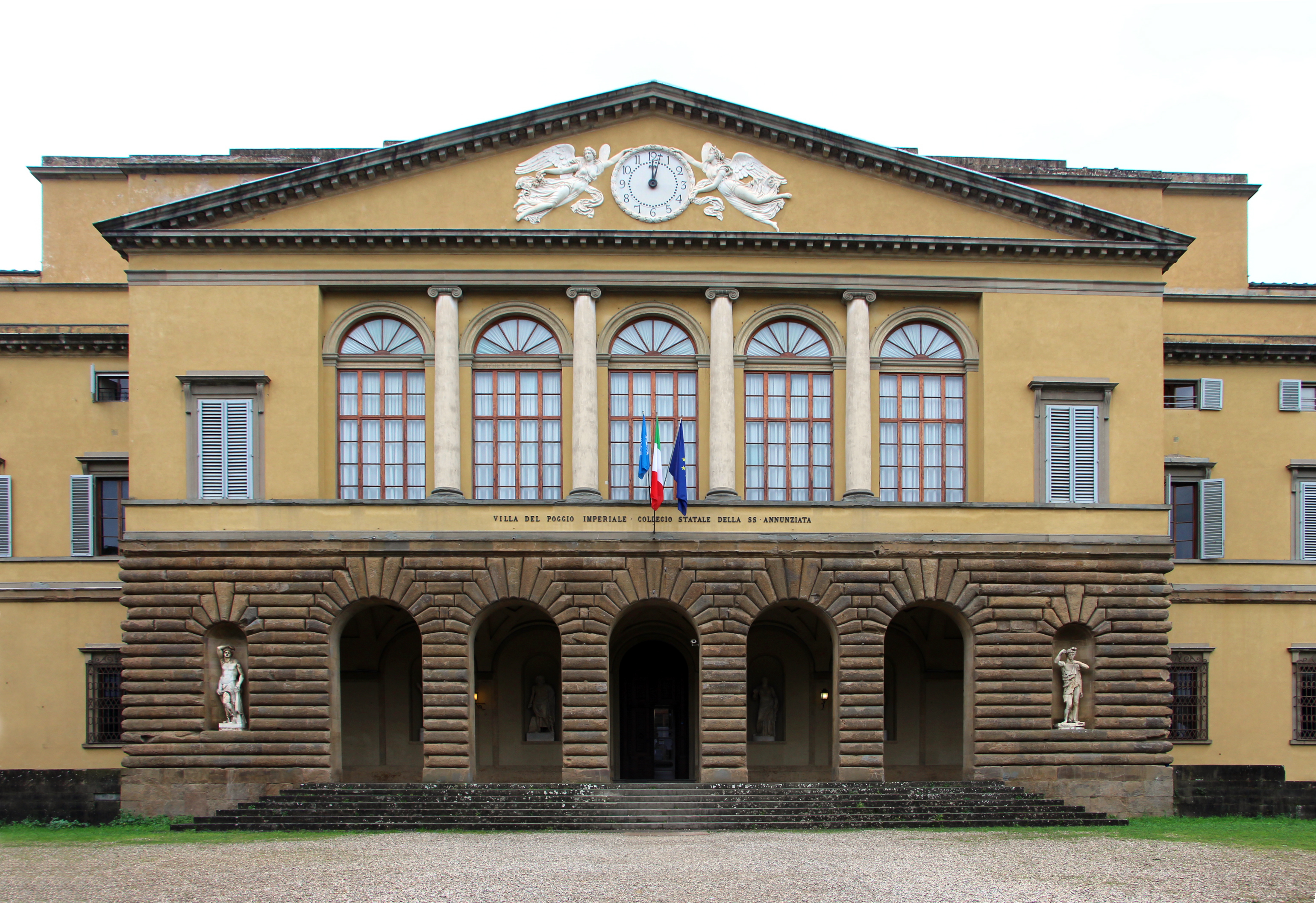
Facciata della villa medicea di Poggio Imperiale, Firenze

Rimasto orfano del padre passò sotto la tutela dello zio, canonico della cattedrale di Fiesole. Dal 1791 studiò architettura all'Accademia di belle arti di Firenze e fu allievo di Gaspare Maria Paoletti.
Sin dal 1794, appena ventenne, fu assunto come apprendista dallo Scrittoio delle Regie Fabbriche, l'ufficio che si occupava di tutti gli edifici pubblici di Firenze e del Granducato. Dal 1802, fu nominato ingegnere aggregato e collaborò con Giuseppe Cacialli, architetto della corte granducale, nei lavori della Villa medicea di Poggio Imperiale; a Poccianti si deve essenzialmente la sistemazione della parte centrale della facciata, caratterizzata da un portico a cinque arcate sopra il quale è impostato un grande loggiato con colonne ioniche. Questo disegno ebbe notevole fortuna, tanto è vero che influenzò il giovane scenografo toscano Antonio Niccolini nella progettazione della nuova facciata del Teatro San Carlo di Napoli. Nel 1806, in epoca napoleonica, ottenne la carica di ingegnere effettivo delle Regie Fabbriche. 
In quegli anni si occupò di progettare il rinnovamento delle ville di Poggio a Caiano e di Castello. Tuttavia nel 1807 Cacialli ottenne la carica di "Architetto dei Regi Palazzi e Possessioni", mentre Poccianti fu inviato a Livorno nel ruolo di architetto della Comune di Livorno.
Quella che sembrò una bocciatura si rivelò però un'opportunità unica per l'architetto bibbienese, che nella città labronica ebbe modo di eseguire i lavori migliori della sua carriera.
Nel 1817, con la Restaurazione, fu richiamato a Firenze, pur mantenendo gli incarichi in Livorno, e divenne "Primo architetto", ruolo che mantenne fino al 1835, anno in cui fu messo in pensione con la carica di "Architetto consultore", che gli permise tuttavia di seguire i lavori precedentemente iniziati.
Frattanto ricevette la carica di "Ingegnere della Guardia del Fuoco", mansione che mantenne fino alla morte, avvenuta nel 1858 proprio a seguito di un incidente accaduto durante un'esercitazione del corpo dei pompieri.
L'architetto venne tumulato nella cappella di Villa Poccianti a Casellina e Torri (oggi Scandicci), acquistata all'inizio dell'Ottocento dalla famiglia Ducci e tutt'oggi abitata dai discendenti dell’architetto.

## Attività

### Livorno

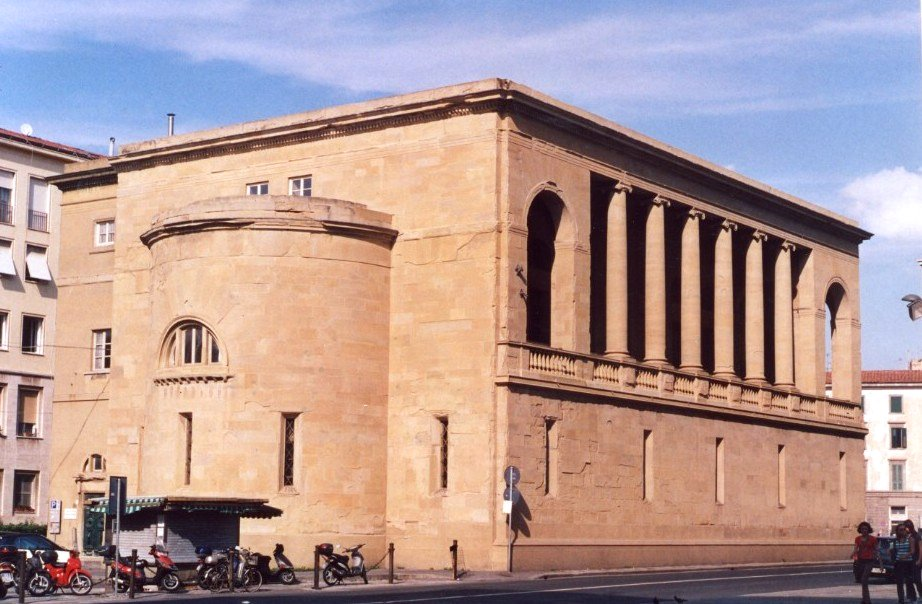
Il Cisternino posto nel centro di Livorno

Giunto a Livorno, Poccianti lavorò al completamento dell'Acquedotto di Colognole, iniziato da Giuseppe Salvetti a partire dalla fine del XVIII secolo per volontà del Granduca Ferdinando III di Toscana e teso al miglioramento del rifornimento idrico della città.
Poccianti, subentrato a lavori già avviati, ideò il percorso dell'acquedotto come una monumentale passeggiata dalle sorgenti fino ai margini della città (odierno viale Carducci) e lungo il tracciato ubicò alcuni casotti d'ispezione e tre grandi serbatoi: il Cisternino di Pian di Rota, la Gran Conserva e il Cisternino di città.

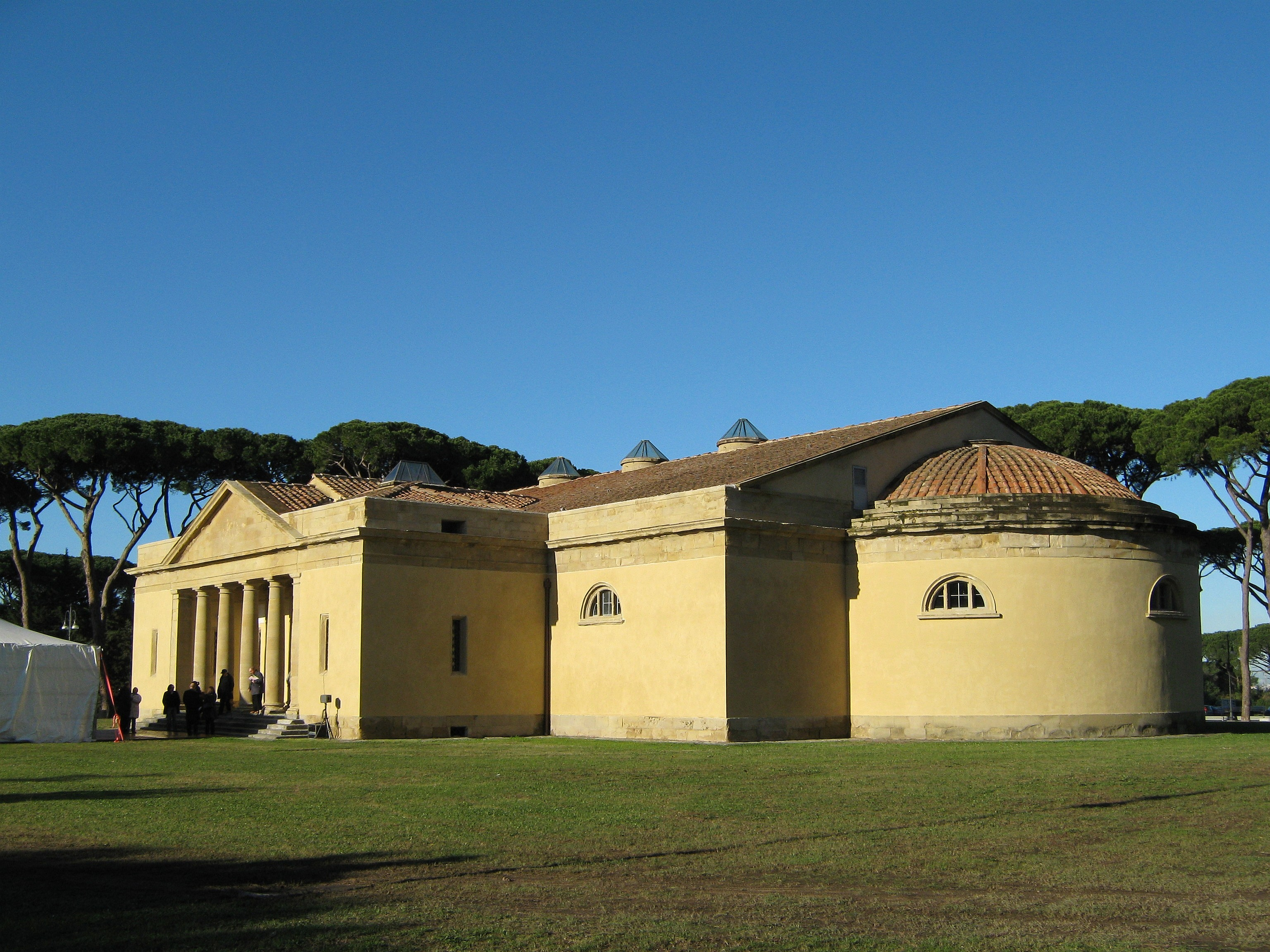
Il Cisternino di Pian di Rota

Tra questi, la Gran Conserva o Cisternone, rappresenta l'opera più significativa di Poccianti; questo monumentale serbatoio, ancor oggi in funzione, fu progettato a partire dal 1827 e realizzato tra il 1829 e il 1842.
In stile neoclassico, presenta un porticato costituito da otto colonne tuscaniche e una facciata sovrastata da una semicupola a cassettoni di stampo rivoluzionario che ancora oggi suscita l'interesse degli storici e degli architetti. Nella facciata, riconducibile ai modelli dell'architettura francese di Boullée e Ledoux, sono peraltro riscontrabili le suggestioni derivate dalla conoscenza delle grandi opere idrauliche dell'architettura romana.
Di alcuni anni posteriori sono gli altri serbatoi, caratterizzati sempre dall'accostamento di masse compatte e volumi puri; il Cisternino di Pian di Rota presenta infatti un impianto fortemente dilatato, con un pronao d'accesso scavato nella compatta massa muraria, mentre il Cisternino di città, aperto da un elegante loggiato ordine ionico di derivazione palladiana, contrappone la leggerezza del colonnato del primo ordine alla pesantezza del massiccio basamento su cui è impostato il volume della cisterna.
Sempre a Livorno, Poccianti si dedicò alla progettazione di alcuni ponti, espresse il suo parere per la sistemazione della piazza antistante la chiesa di San Benedetto, fu impegnato nel cantiere del palazzo Ciampi di fianco al Cisternone, mentre, tra le ultime opere, si registra la costruzione di un piccolo stabilimento termale nei pressi della città: i Bagnetti della Puzzolente, dal particolare toponimo del luogo, furono portati a termine in breve tempo, ma altrettanto rapidamente la loro attività cessò e furono adibiti ad uso di magazzino.

### Firenze

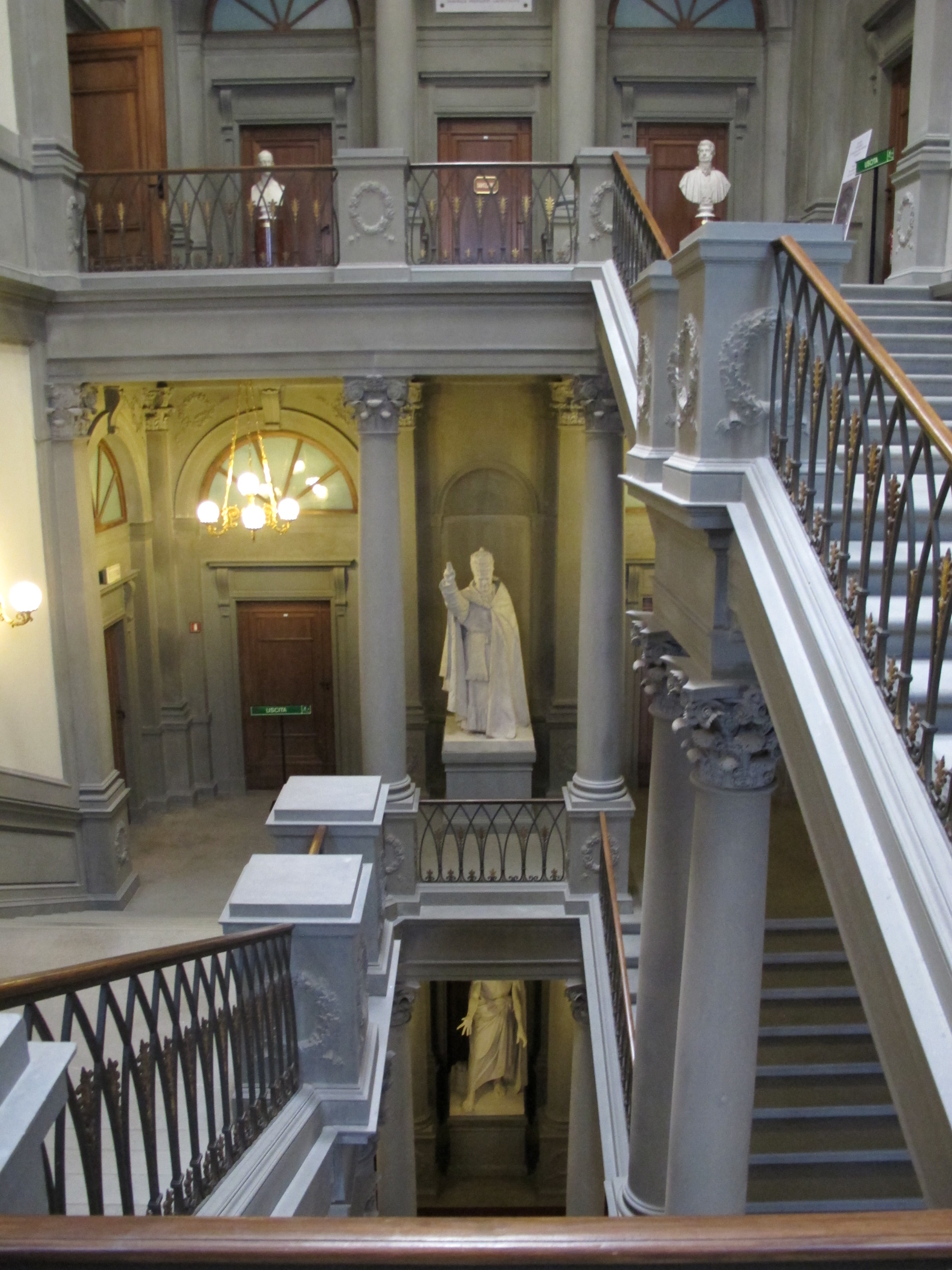
Scalone di Palazzo Pitti

DI maggiori interventi eseguiti dopo la Restaurazione riguardano il cantiere di Palazzo Pitti, dove Poccianti realizzò una nuova scala interna, un vestibolo, il basamento dei rondò di testata, la sistemazione dei quartieri del secondo piano, la Palazzina della Meridiana e il corridoio di collegamento con la Specola.
In particolare, la scala e il vestibolo, riflettono i fasti dell'architettura cinquecentesca. La scala fu portata a termine nel 1847; presenta doppie colonne sovrapposte e misurati inserti decorativi che rendono ariosa la gabbia strutturale; il vestibolo invece è caratterizzato da colonne d'ordine tuscanico che suddividono lo spazio in tre navate, con una volta cassettonata al centro.
Altri importanti lavori furono quelli per la Biblioteca Medicea Laurenziana, dove Poccianti, tramontata una prima ipotesi di ampliamento, aggiunse, a metà della sala progettata da Michelangelo, la Sala d'Elci, uno spazio circolare coperto da una cupola che fu inaugurato nel 1841.
Sempre nel medesimo periodo l'architetto ricevette l'incarico per studiare un collegamento tra la Basilica di San Lorenzo e la Cappella dei Principi, ma Poccianti estese il progetto anche alla facciata dell'antica basilica, risolta con una serie di porticati classicheggianti, che tuttavia rimasero su carta.
Tra le altre proposte si ricorda quella per la nuova collocazione del David di Michelangelo (diversa poi da quella attuata da Emilio De Fabris), alcuni studi per la facciata della cattedrale di Santa Maria del Fiore, i restauri per la Loggia dell'Orcagna, gli ammodernamenti della Villa medicea di Poggio a Caiano e il seminario di Fiesole.

### Poggio a Caiano

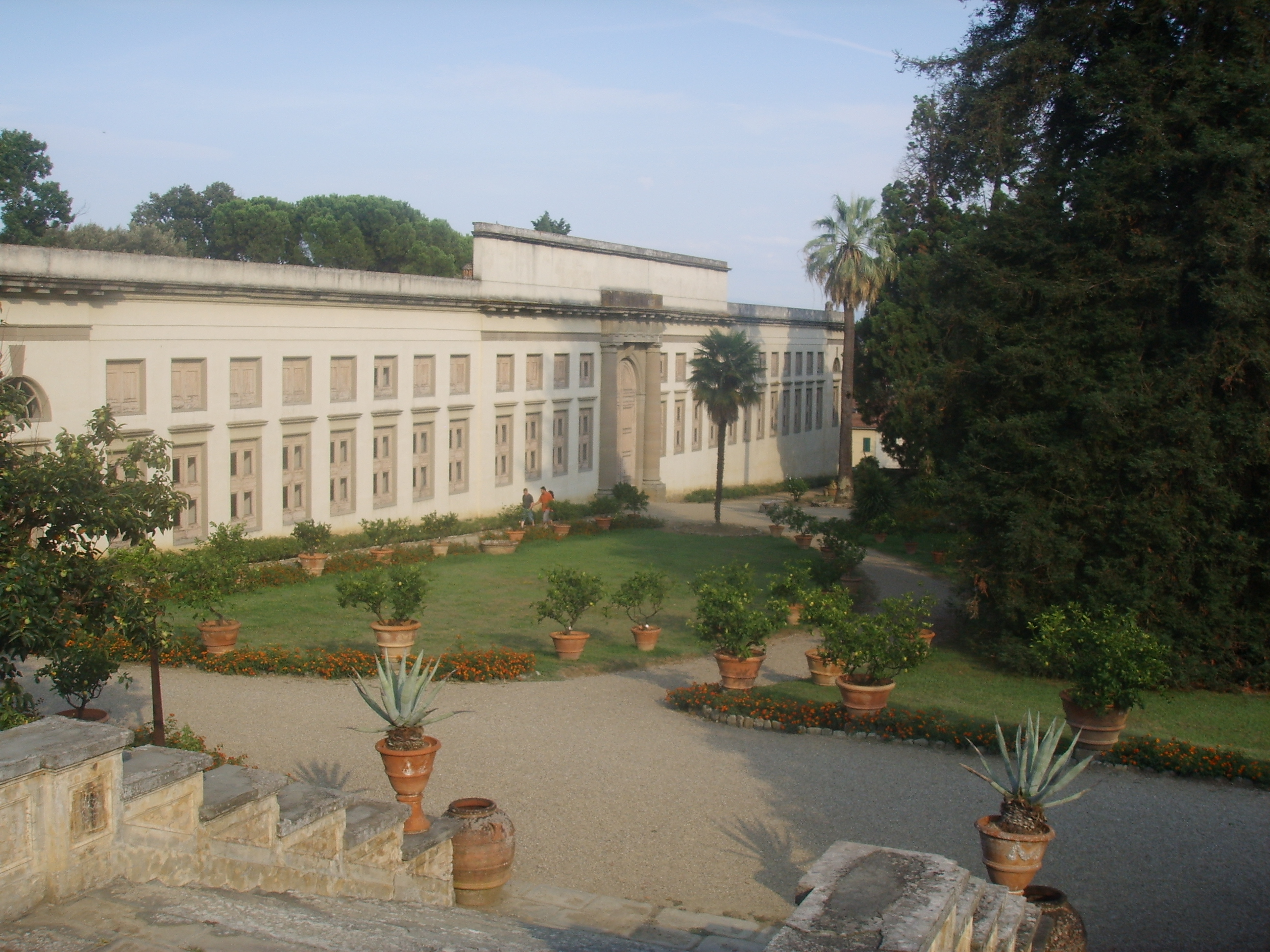
Limonaia della Villa medicea di Poggio a Caiano

Poccianti lavorò a più riprese per la Villa medicea di Poggio a Caiano, i suoi annessi e la vasta tenuta che si estendeva sulle due sponde dell'Ombrone Pistoiese.
Tra i suoi interventi in quest'ambito territoriale (in parte ancora da studiare) troviamo le nuove scale monumentali curvilinee sulla facciata della villa in sostituzione di quelle rettilinee della costruzione originaria quattrocentesca. 
Nel giardino della villa stessa, Poccianti progetta il grandioso edificio della Limonaia il cui progetto originario prevedeva un possente paramento murario in bozze di pietra, non realizzato; attualmente la struttura svolge ancora egregiamente la sua funzione di riparo delle piante di agrumi del giardino.
Poco discosto dalla Limonaia troviamo la conserva dell'acqua, una costruzione di forma quasi cubica che serviva come cisterna a servizio del complesso e punto terminale di un acquedotto che fu restaurato dallo stesso Poccianti.
All'interno della tenuta delle Cascine sull'altra sponda dell'Ombrone Pistoiese, sono generalmente attribuiti a Poccianti due edifici ancora non del tutto studiati:  il Podere San Leopoldo (una rivisitazione neoclassica della tipologia tradizionale dell'edificio colonico toscano) e la Rimessa delle Barche (che presenta somiglianze con l'impaginazione di facciata della Limonaia).

### Altro
A Poccianti, desideroso di mettersi in mostra agli occhi della sovrana Elisa Baciocchi, si deve uno studio per la Villa Reale di Marlia a Lucca, oltre ad una serie di progetti per alcune architetture monumentali da erigersi in città, ma i suoi progetti furono scartati.
A Pisa si dedicò invece all'ampliamento della chiesa di Santo Stefano dei Cavalieri, tuttavia, anche in questo caso, senza successo. Analogo destino per il progetto del Palazzo Pretorio di Pietrasanta, i cui disegni furono però d'ispirazione per successive modifiche apportate al medesimo palazzo.
Tra le altre opere occorre ricordare la Cappella della Santa Vergine a San Romano, i cui lavori, sebbene con notevoli difformità rispetto al progetto originario, furono portati a termine entro il 1833.

## Altre immagini

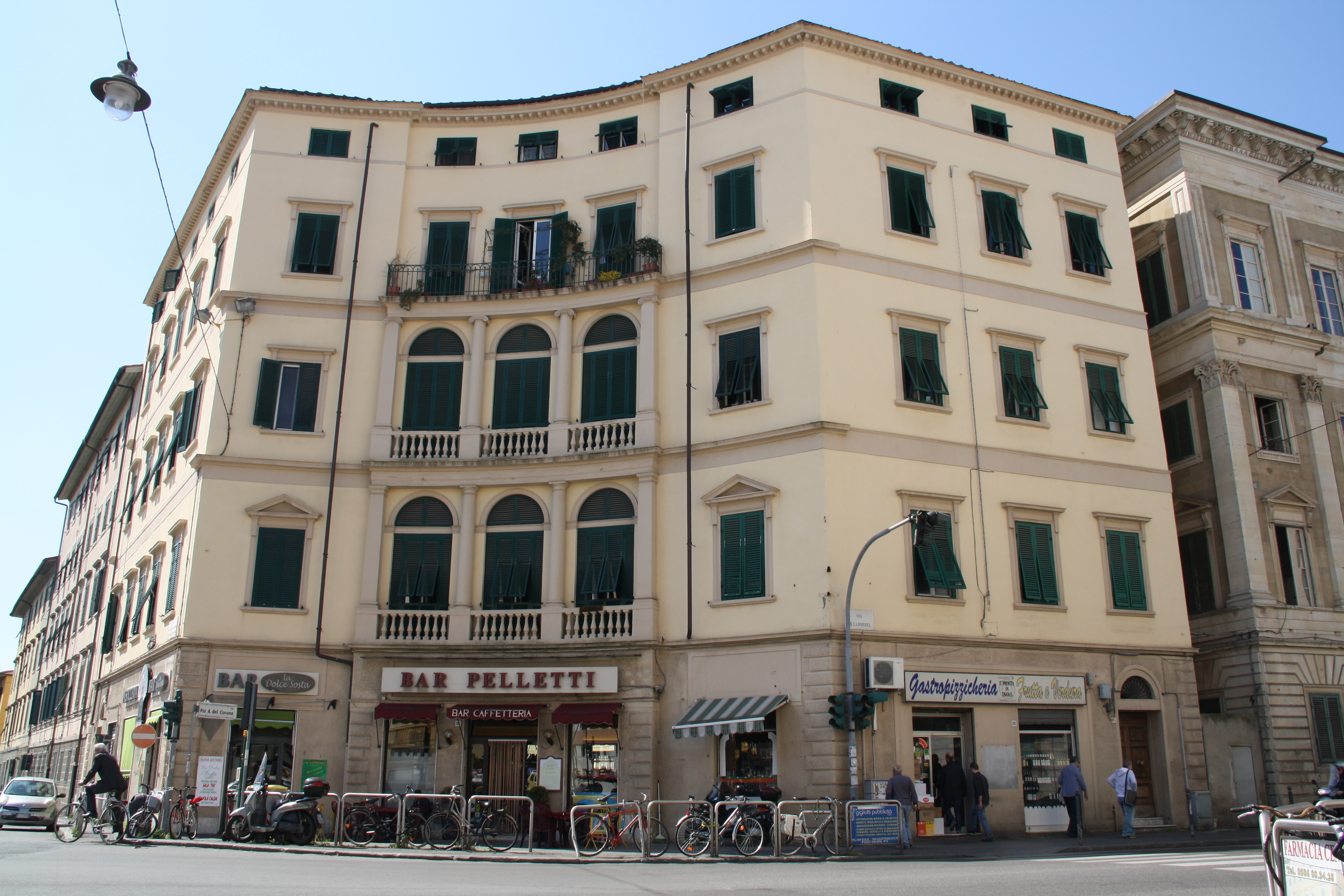
Palazzo Ciampi, Livorno
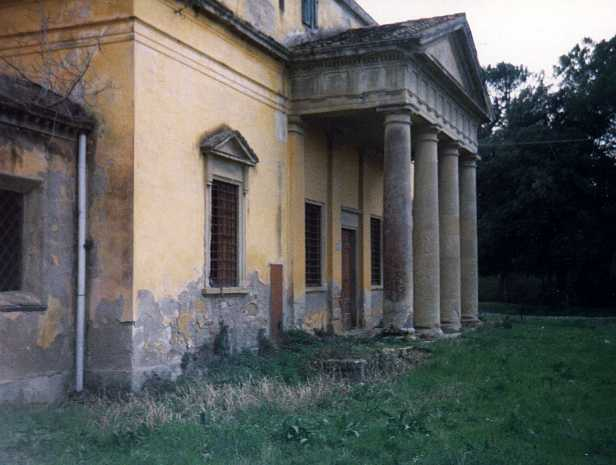
Bagnetti della Puzzolente a Livorno
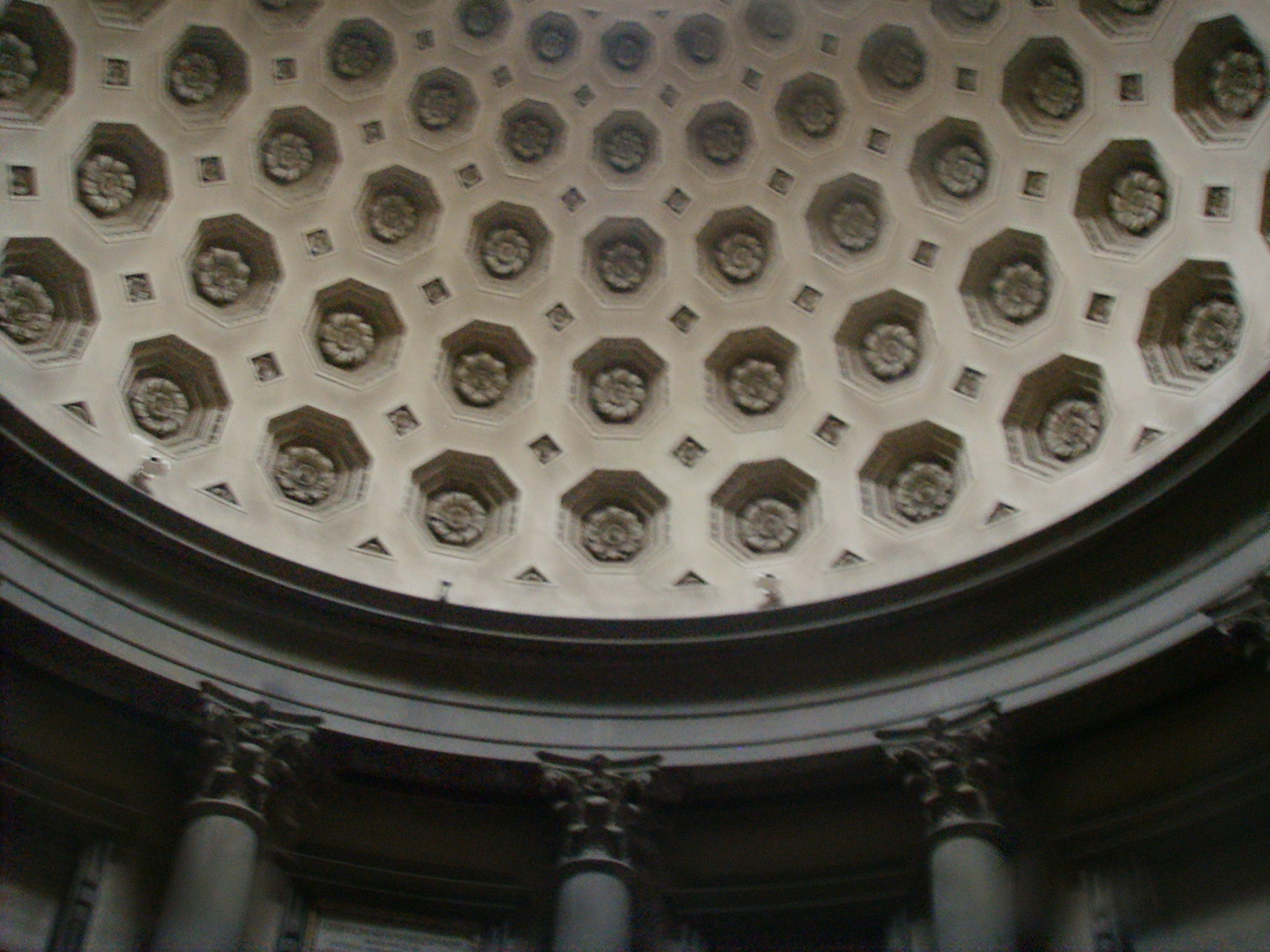
La sala D'Elci nella biblioteca Laurenziana di Firenze
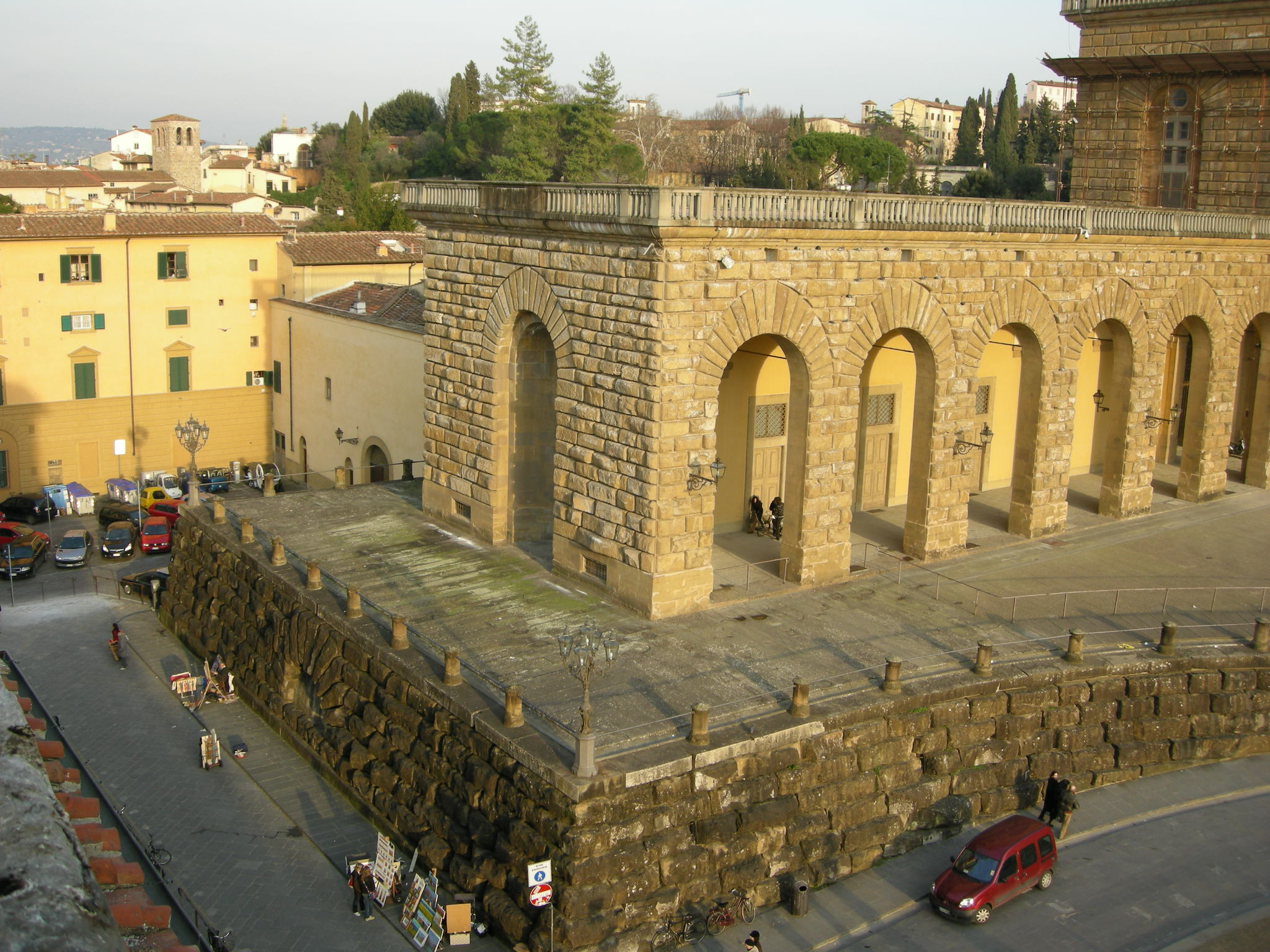
Il basamento dei rondò di Palazzo Pitti, Firenze